# Ahmed Kamel Shata
Ahmed Kamel Shata, né le 23 janvier 1961 et mort le 4 mai 2016, est un athlète égyptien, spécialiste du lancer du poids.

## Biographie
Il remporte cinq médailles d'argent lors des Championnats d'Afrique d'athlétisme, de 1982 à 1988, et en 1990.

### Palmarès
| Date | Compétition            | Lieu     | Résultat | Épreuve         | Performance |
| ---- | ---------------------- | -------- | -------- | --------------- | ----------- |
| 1982 | Championnats d'Afrique | Le Caire | 2e       | Lancer du poids | 18,41 m     |
| 1984 | Championnats d'Afrique | Rabat    | 2e       | Lancer du poids | 18,09 m     |
| 1985 | Championnats d'Afrique | Le Caire | 2e       | Lancer du poids | 19,23 m     |
| 1988 | Championnats d'Afrique | Annaba   | 2e       | Lancer du poids | 19,00 m     |
| 1990 | Championnats d'Afrique | Le Caire | 2e       | Lancer du poids | 17,36 m     |

### Records
| Épreuve         | Performance | Lieu     | Date         |
| --------------- | ----------- | -------- | ------------ |
| Lancer du poids | 20,76 m     | Le Caire | 24 mars 1988 |